# Денежные власти
Де́нежные вла́сти (англ. monetary authorities), или о́рган де́нежно-креди́тного регули́рования — институт, ответственный за денежно-кредитную политику.
Совместно с фискальными властями, отвечающими за налогово-бюджетную политику, денежные власти формируют макроэкономическую политику государства.

## Происхождение понятия
В русскоязычной литературе выражение «денежные власти» появилось в работе отечественного экономиста Рыкачева А. М. от 1910 году «Деньги и денежная власть: опыт теоретического истолкования и оправдания капитализма», где он определяет денежную власть как новую форму организации власти, сложившейся в денежном хозяйстве, и связывает её со стоимостью и доступностью кредита.
В зарубежной экономической литературе отсутствует унифицированное понятие денежных властей. Редакция британской газеты Financial Times определяет денежные власти как организацию, которую правительство или парламент наделили полномочиями управлять денежным предложением, процентными ставками, валютным курсом, а также осуществлять надзор за банковским сектором. Уиллем Бойтер в период работы в Европейском банке реконструкции и развития совместно с Энн Сиберт из Лондонского университета дали денежным властям следующую характеристику: «агент государства, которому делегировано проведение денежно-кредитной политики». Стив Хэнк из Университета Джонса Хопкинса и Курт Шулер из научно-исследовательского Центра финансовой стабильности определяют денежные власти как организацию или группу организаций, которые выпускают банкноты, монеты и платежные средства, обращающихся во внутренней (национальной) денежной системе. Академик РАН Некипелов А. Д. рассматривает денежные власти как составную часть Правительства в широком определении.

## Независимость денежных властей
Стэнли Фишер в период работы в МВФ описал две формы независимости денежных властей. Первая — независимость цели, которая предполагает наличие у денежных властей цели, отличной от цели фискальных властей. Вторая — независимость инструмента, что означает, что денежные власти должны располагать независимыми (собственными) инструментами для достижения своей цели.

## Эволюция денежных властей
В течение эволюции денежные власти прошли несколько стадий развития: использование иностранных денежных знаков (современная официальная долларизация), выпуск правительством бумажных денег, эпоха свободной банковской деятельности, валютный совет, валютный институт и центральный банк. В современном мире денежными властями, как правило, выступает центральный банк. Однако возможны и другие формы денежных властей. Их классификация может быть произведена по трем признакам: эмитент денег, структура денежной базы и режим валютного курса (включая конвертируемость национальной валюты).
Таблица 1. Сводная характеристика денежных властей.
| Класс денежных властей                       | Институт/режим                    | Эмитент денег                                                              |
| -------------------------------------------- | --------------------------------- | -------------------------------------------------------------------------- |
| Дискреционные денежные власти                | Центральный банк                  | Центральный банк                                                           |
| Дискреционные денежные власти                | Правительство                     | Казначейство (министерство финансов)                                       |
| Дискреционные денежные власти                | Оккупационные власти              | Военная администрация                                                      |
| Дискреционные денежные власти                | Государственный банк-монополист   | Государственный банк, совмещающий денежно-кредитные и коммерческие функции |
| Денежные власти с ограниченными полномочиями | Официальная долларизация          | Зарубежные денежные власти                                                 |
| Денежные власти с ограниченными полномочиями | Ортодоксальный валютный совет     | Валютный совет                                                             |
| Денежные власти с ограниченными полномочиями | Модифицированный валютный совет   | Валютный совет                                                             |
| Денежные власти с ограниченными полномочиями | Валютный институт                 | Валютный институт                                                          |
| Системы частной денежной эмиссии             | Свободная банковская деятельность | Частные банки                                                              |
| Системы частной денежной эмиссии             | Частная денежная монополия        | Частный банк с монополией на эмиссию банкнот                               |
| Системы частной денежной эмиссии             | Свободная эмиссия                 | Правительство и частные банки                                              |